# Noé Aravena
Noé Aravena (* 30. Juli 2002) ist ein chilenischer Beachvolleyballspieler.

## Karriere
Mit Martín Iglesias gewann Noé Aravena ein Qualifikationsturnier für die U21-WM und erreichte dort mit ihm das Viertelfinale. Zuvor standen Aravena und sein ständiger Partner Vicente Droguett bei zwei nationalen Turnieren im Finale und gewannen die Bronzemedaille bei den Panamerikanischen Juniorenmeisterschaften. Ein Jahr später erkämpften sie neben zwei weiteren Podestplatzierungen auf nationaler Ebene ihren bis dahin sportlich bedeutendsten Erfolg. Beim Challenge im mexikanischen Tlaxcala besiegten sie nach Überstehen der Qualifikation und der Poolphase nacheinander Samuele Cottafava / Paolo Nicolai, Alexander Brouwer / Robert Meeuwsen sowie  Aleksandrs Samoilovs / Jānis Šmēdiņš und konnten erst im Finale von  Michał Bryl und Bartosz Łosiak bezwungen werden.
2023 gelangen den beiden Chilenen ihre ersten Turniergewinne. Bis einschließlich September standen sie gleich drei Mal auf der obersten Stufe des Stockerls. Im argentinischen Rio Hondo, in der Hauptstadt Perus sowie bei den südamerikanischen Beachspielen im kolumbianischen Santa Marta blieben die beiden Athleten ungeschlagen. Im Oktober des gleichen Jahres gewannen sie bei den Weltmeisterschaften nach der Niederlage gegen die Deutschen Clemens Wickler / Nils Ehlers ihre folgenden beiden Gruppenspiele gegen Tri Bourne / Chaim Schalk sowie Piotr Kantor / Jakub Zdybek und zogen als Poolzweite in die erste Hauptrunde ein. Trotz zweier eigener Matchbälle im zweiten Satz verloren sie anschließend gegen Brouwer / Meeuwsen und beendeten somit den Wettbewerb auf dem geteilten siebzehnten Platz.
In die nächste Saison starteten sie mit zwei Erfolgen bei der Südamerikatour. Beim Elite16 in der brasilianischen Hauptstadt überstanden sie die Qualifikation, konnten aber im Pool A nur einen einzigen Satz gewinnen. Wertvoller war ihr Turniergewinn im Juni des Jahres, als sie gemeinsam mit Esteban und Marco Grimalt ihre argentinischen Widersacher im Finale des CSV Continental Cups bezwingen konnten und so ihrem Heimatland einen Startplatz bei den Olympischen Spielen in Paris sicherten.

## Privates
Noé Aravena studiert an der Universität Andrés Bello.